# Franz-Neumann-Platz
Franz-Neumann-Platz (Am Schäfersee) is een station van de metro van Berlijn, gelegen onder de Residenzstraße in het Berlijnse stadsdeel Reinickendorf. Het station opende op 27 april 1987 en wordt bediend door lijn U8. De naam van het metrostation verwijst zowel naar de Schäfersee, een meer in de omgeving, als naar het nabijgelegen naar de politicus Franz Neumann genoemde plein .
In 1978 werd lijn 8 verlengd naar de Osloer Straße, waar een nieuwe overstapmogelijkheid op de U9 ontstond. Men wilde de lijn echter nog verder naar het noorden doortrekken, zodat hij uiteindelijk het Märkisches Viertel, een grootschalig nieuwbouwgebied, zou bereiken. In september 1980 begon de aanleg van de eerste etappe van deze verlenging. Na een bouwtijd van zeven jaar kwam het 2,7 kilometer lange traject met de stations Franz-Neumann-Platz, Residenzstraße en Paracelsus-Bad in gebruik.
De stations op het noordelijke deel van de U8, alle van de hand van architect Rainer Rümmler, onderscheiden zich door een monumentaal en kleurrijk ontwerp. Het parklandschap rond de Schäfersee vormt het thema van de inrichting van station Franz-Neumann-Platz. In de witte wandbetegeling zijn boom- en vogelmotieven verwerkt en ook de zuilen op het eilandperron doen met hun vertakkingen in het dak aan bomen denken. De vloeren zijn in een motief geplaveid met crèmekleurige, roodbruine en blauwe tegels. Een dergelijke bekleding van de vloeren, in plaats van het eerder gebruikelijke asfalt, is in alle in de tachtiger en negentiger jaren gebouwde stations van de U8 te vinden en paste Rümmler voor het eerst toe in de stations van lijn U7 in Spandau, geopend in 1984.
Station Franz-Neumann-Platz beschikt aan beide uiteinden over uitgangen, die via een tussenverdieping naar de Franz-Neumann-Platz en de Residenzstraße leiden. Het station is momenteel alleen bereikbaar via trappen en roltrappen, maar uiteindelijk moeten alle Berlijnse metrostations van een lift voorzien zijn. De inbouw van een lift in station Franz-Neumann-Platz zal volgens de prioriteitenlijst van de Berlijnse Senaat pas na 2010 plaatsvinden.